# 駒野新田
駒野新田（こまのしんでん）は、かつて岐阜県養老郡に存在した村である。
現在の海津市南濃町駒野新田に該当する。
当村が成立した際は多芸郡の村であったが、郡制施行後、養老郡の村となっている。

## 歴史
- 1889年（明治22年）7月1日 - 町村制施行により駒野新田が発足。
- 1897年（明治30年）4月1日[2] - 郡制に基づき多芸郡の一部と上石津郡が合併し、養老郡となる。当村は養老郡の村となる
- 1897年（明治30年）4月1日 - 大巻村、根古地村、根古地新田、大場村、釜段村と合併し、池辺村が発足。同日駒野新田は廃止。
- 1954年（昭和29年）11月3日 - 池辺村が分割され、旧・釜段村の一部（字徳島）と旧・駒野新田が海津郡城山町[3]に編入される[4]。